# Johann Nering Bögel

Johann Nering Bögel

Johann Nering Bögel (* 10. Juli 1799 in Zutphen; † 8. September 1865 in Isselburg) war ein deutsch-niederländischer Industrieller und Direktor der Isselburger Hütte.
Nach dem Tode seines Vaters, des Rittmeisters Johann Friedrich Nering Bögel, der 1804 die Minerva-Hütte in Isselburg erworben hatte, übernahm Johann Nering Bögel als ältester Sohn die Leitung des Industrie-Betriebes.
Durch die Grenzzölle zu den Niederlanden ging in dieser Zeit der Markt in den benachbarten Niederlanden für die Minerva-Hütte nahezu verloren, weshalb der junge Fabrikherr eine Geschäftsreise nach Dänemark machte. Entlang der Ostsee reiste er durch die Provinz Pommern und schließlich nach Polen, um für neue Kunden zu werben. Tatsächlich erhöhte sich die Nachfrage im Zusammenhang mit dieser Geschäftsreise.
1830 erkannte Johann Nering Bögel, dass mit der klassischen Produktpalette der Isselburger Hütte (Fensterrahmen, Töpfe und Öfen) langfristig keine Gewinnsteigerung zu erwarten war. Daher veranlasste er den Umstieg auf Maschinenbau. Mit dem Ruhrindustriellen Johann Dinnendahl gründete er auf dem Gelände der Minerva-Hütte eine Maschinenfabrik. 1835 kam die Kunstwerkerhütte in Steele zur Herstellung von Dampfkesseln für die Isselburger Hütte hinzu. Aus Steele zog er sich allerdings schon 1840 nach enttäuschenden Ergebnissen zurück.
1837, nur ein Jahr später als Alfred Krupp, richtete Johann Nering Bögel eine Krankenkasse für die Angestellten der Minerva-Hütte ein. Zudem finanzierte er den Bau eines Krankenhauses zur Verbesserung der medizinischen Versorgung der Arbeiter und ihrer Angehörigen.
Im Jahr 1847 litt die Bevölkerung des Münsterlandes unter einer Hungersnot, die durch schlechte Getreideernten verursacht worden war. Johann Nering Bögel hatte für diesen Fall große Mengen an Getreide eingelagert, die er nun an seine Arbeiter verkaufte. Sie dankten es ihm später mit der Errichtung einer Gedenktafel auf seinem Grab in Isselburg mit der Inschrift In der harten Noth – gabst uns Arbeit, Brod.
1863 wurde die Minerva-Hütte unter dem Namen Johann Nering Bögel & Cie. zur Aktiengesellschaft umgewandelt.
1865 verstarb Nering Bögel. Den Betrieb erbte sein Sohn Gustav Nering Bögel, der sich ebenso wie sein Vater als Wohltäter der Gemeinde betätigte und unter anderem die Arbeitersiedlung „Wilhelmstadt“ baute, welche seinen Beschäftigten günstig Unterkunft bot.